# Забеле (Вармінсько-Мазурське воєводство)
Забеле (пол. Zabiele, нім. Sabiellen, 1938-45: Hellengrund) — село в Польщі, у гміні Вельбарк Щиценського повіту Вармінсько-Мазурського воєводства.
Населення — 176 осіб (2011).
У 1975-1998 роках село належало до Ольштинського воєводства.

## Демографія
Демографічна структура станом на 31 березня 2011 року:
|          | Загалом | Допрацездатний вік | Працездатний вік | Постпрацездатний вік |
| -------- | ------- | ------------------ | ---------------- | -------------------- |
| Чоловіки | 90      | 28                 | 58               | 4                    |
| Жінки    | 86      | 23                 | 51               | 12                   |
| Разом    | 176     | 51                 | 109              | 16                   |